# Hasarius testaceus
Hasarius testaceus là một loài nhện trong họ Salticidae.
Loài này thuộc chi Hasarius. Hasarius testaceus được Tord Tamerlan Teodor Thorell miêu tả năm 1877.